# SOKO Donau
SOKO Donau (también conocida como: "SOKO Wien" en Alemania) es una serie de televisión austriaca estrenada el 15 de noviembre de 2001 por medio de las cadenas ZDF y ORF.
La serie ha contado con la participación invitada de los actores Alexander Pschill, Manuel Witting, Franziska Weisz, Wolf Galler, Christoph von Friedl, Stefano Bernardin, Thomas Scharff, Simon Verhoeven, Astrit Alihajdaraj, Florian Fitz, Götz Otto, Albert Fortell, entre otros...

## Historia
La serie gira en torno a un grupo de la Policía Marítima, encargada del reconocimiento y combate a la delincuencia dentro y en los alrededores del Danubio.

## Personajes

### Personajes principales
| Actor          | Personaje               | Ocupación        | N.º de episodios | Duración        |
| -------------- | ----------------------- | ---------------- | ---------------- | --------------- |
| Dietrich Siegl | Otto Dirnberger         | Coronel          | 136              | 2005 - presente |
| Gregor Seberg  | Helmuth Nowak           | Teniente Coronel | 126              | 2006 - presente |
| Stefan Jürgens | Carl Ribarski           | Mayor            | 114              | 2007 - presente |
| Maria Happel   | Franziska "Franzi" Beck | Doctora          | 70               | 2010 - presente |

### Antiguos personajes principales
| Actor          | Personaje             | Ocupación       | N.º de episodios | Duración    | Estado | Causa |
| -------------- | --------------------- | --------------- | ---------------- | ----------- | ------ | ----- |
| Lilian Klebow  | Penelope "Penny" Lanz | Mayor           | 132              | 2005 - 2015 | -      | -     |
| Sandra Cervik  | Julia Trautmannsdorf  | Doctora Forense | 54               | 2006 - 2010 | -      | -     |
| Mona Seefried  | Ernie Kremser         | Secretaria      | 49               | 2005 - 2009 | -      | -     |
| Manuel Witting | Martin Patuschek      | Inspector       | 11               | 2005, 2014  | Muerto | -     |

### Antiguos personajes recurrentes
| Actor            | Personaje         | Ocupación        | N.º de episodios | Duración    |
| ---------------- | ----------------- | ---------------- | ---------------- | ----------- |
| Paul Matic       | Paul Seiler       | Fiscal           | 32               | 2005 - 2014 |
| Bruno Eyron      | Christian Hennig  | Mayor            | 22               | 2005 - 2007 |
| Cornelius Obonya | Schubi            | Mecánico         | 10               | 2005        |
| Pia Baresch      | Elisabeth Wiedner | Teniente Coronel | 10               | 2005        |
| Karin Giegerich  | Angelika Meindl   | Doctora Forense  | 10               | 2005        |
| Alma Hasun       | Trischa Wiedner   | -                | 9                | 2005        |

## Producción
La serie es uno de los spin-offs de la serie original alemana SOKO 5113. 
El edificio de SOKO Donau es en realidad la estación de barco DDSG-Schiffstation Wien-Praterkai.
La serie ha sido dirigida por Erhard Riedlsperger, Holger Gimpel, Erwin Keusch, Robert Sigl, Holger Barthel, Manuel Flurin Hendry, Jürgen Kaizik, Alexander Wiedl, Michel Bielawa, Peter Fratzscher, Christine Wiegand, Olaf Kreinsen, Matthias Steurer, Frank Soiron y Fabian Eder. Así como la participación de los escritores Susanne Beck, Sascha Bigler, Stefan Brunner, Thomas Eifler, Jacob Groll, Axel Götz, Mike Majzen, Kerstin-Luise Neumann, Rolf Romberger, entre otros...

### Emisiones en otros países
La serie es transmitida en 15 países, entre ellos:
| País               | Título                  | Cadena                   | Fecha de Inicio | Fecha de Finalización |
| ------------------ | ----------------------- | ------------------------ | --------------- | --------------------- |
| Alemania           | SOKO Wien               | 18 de octubre de 2005    | -               | -                     |
| Austria            | -                       | 20 de septiembre de 2005 | -               | -                     |
| (En todo el mundo) | Vienna Crime Squad      | -                        | -               | -                     |
| Hungría            | Dunai zsaruk            | 18 de junio de 2007      | -               | -                     |
| Italia             | Squadra Speciale Vienna | -                        | -               | -                     |
| República Checa    | Říční policie - Vídeň   | -                        | -               | -                     |

## Premios y nominaciones
| Año  | Categoría                           | Premio           | Nominado (a)      | Resultado |
| ---- | ----------------------------------- | ---------------- | ----------------- | --------- |
| 2013 | Favorite Actress in a Series        | Romy Award       | Lilian Klebow     | Nominada  |
| 2013 | Favorite Actor in a Series          | Romy Award       | Dietrich Siegl    | Nominado  |
| 2012 | Favorite Actor/Actress in a Series  | Romy Award       | Lilian Klebow     | Nominada  |
| 2012 | Best Direction of a TV Series       | Metropolis Award | Robert Sigl       | Nominado  |
| 2011 | Favorite Actor/Actress in a Series  | Romy Award       | Robert Palfrader  | Nominado  |
| 2010 | Favorite Actor/Actress in a Series  | Romy Award       | Lilian Klebow     | Nominada  |
| 2009 | Favorite Actor/Actress in a Series  | Romy Award       | Lilian Klebow     | Nominada  |
| 2008 | Best Producer                       | Romy Award       | Heinrich Ambrosch | Ganó      |
| 2008 | Best Young Actor - Television Movie | Undine Award     | Wolf Galler       | Nominado  |